# Skatepark

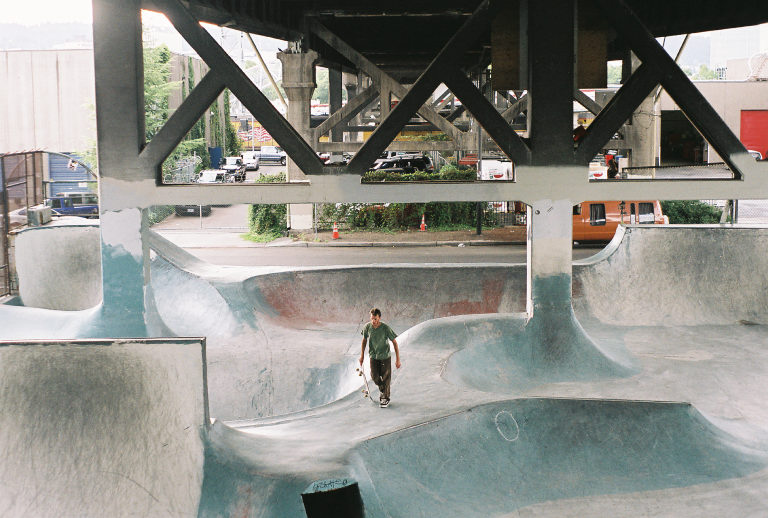
Burnside Skatepark v Portlandu

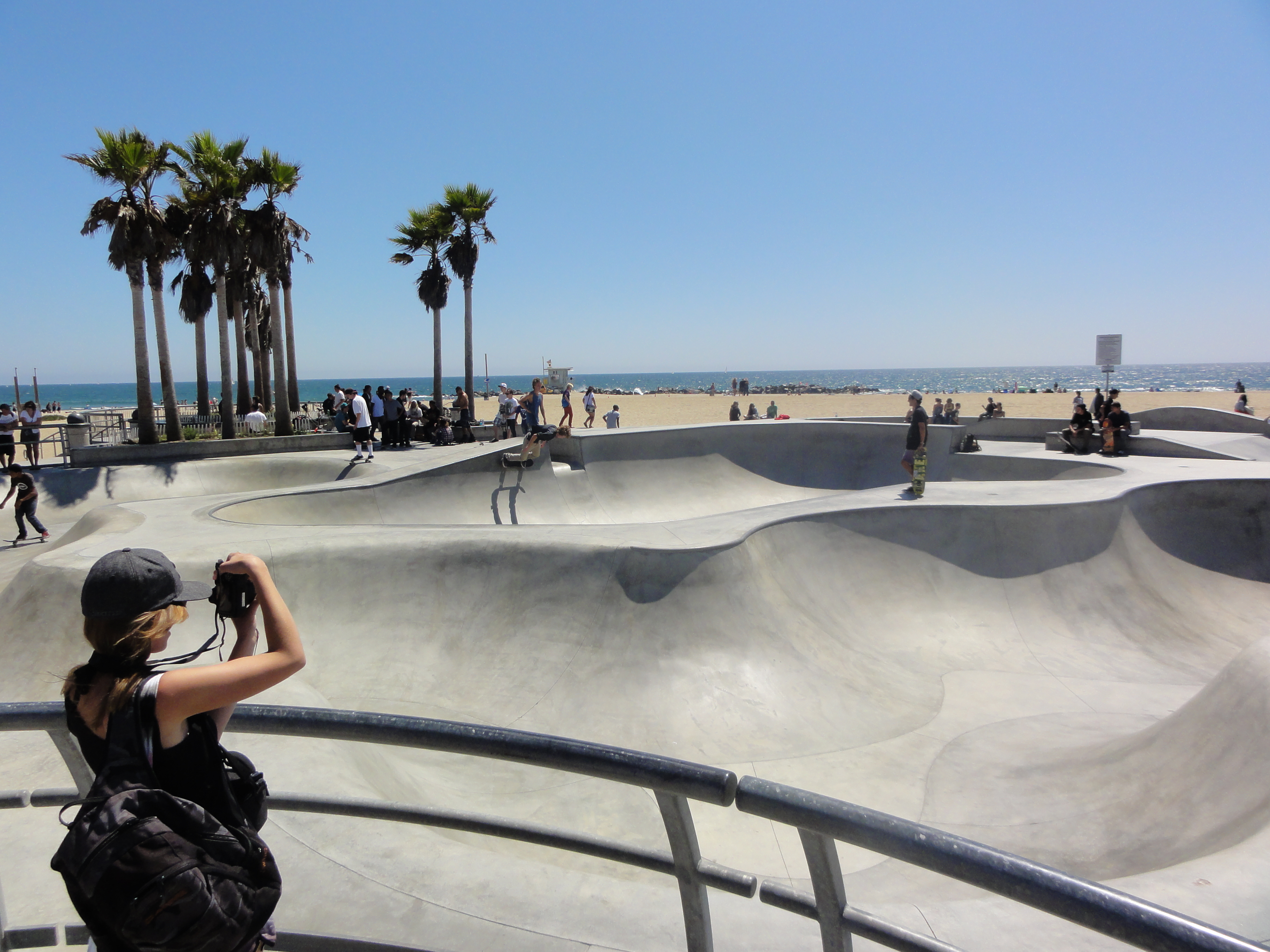
Beach Skatepark ve Venice

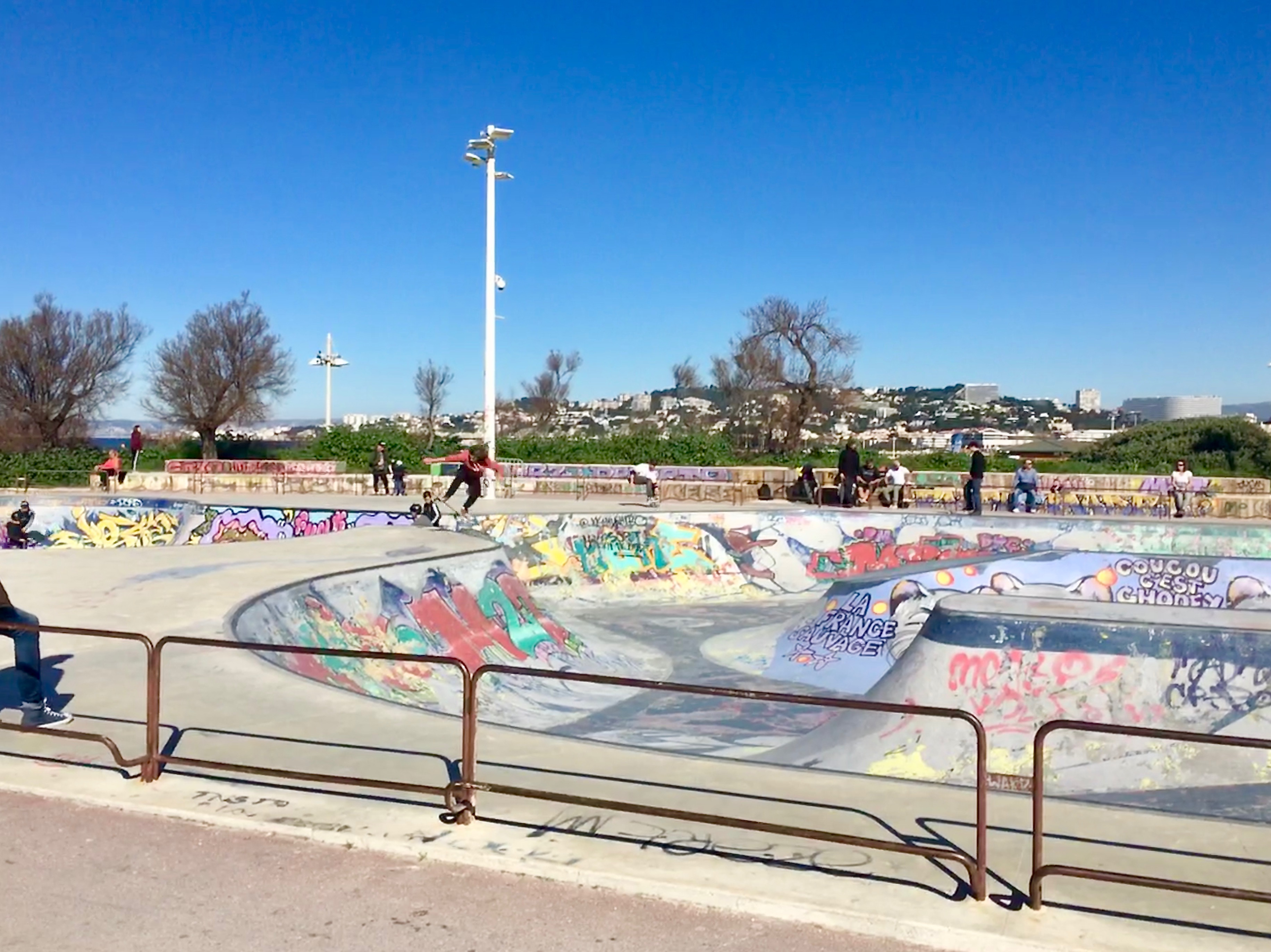
Nejznámější francouzský Skatepark v Marseille

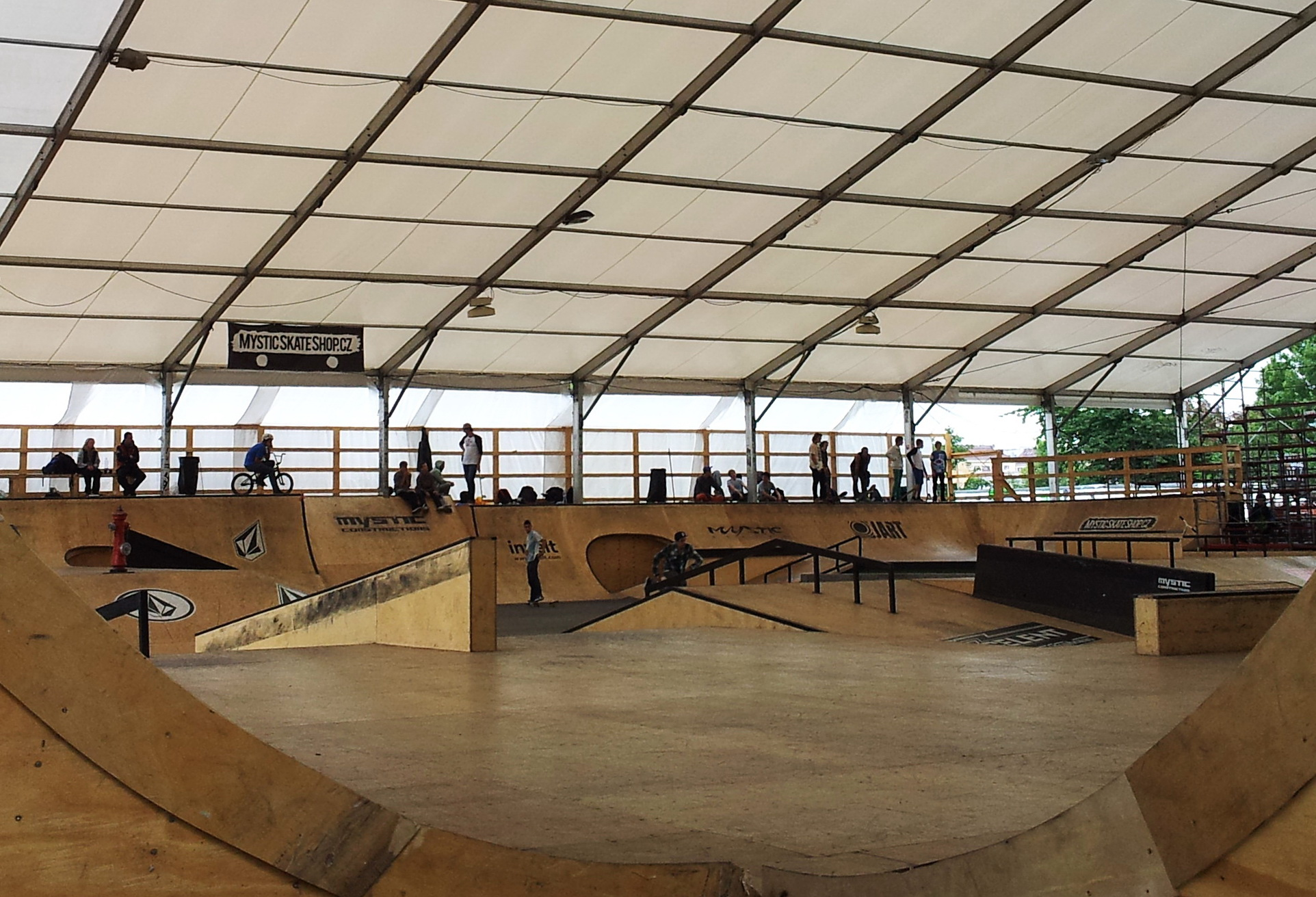
Skate park na Štvanici

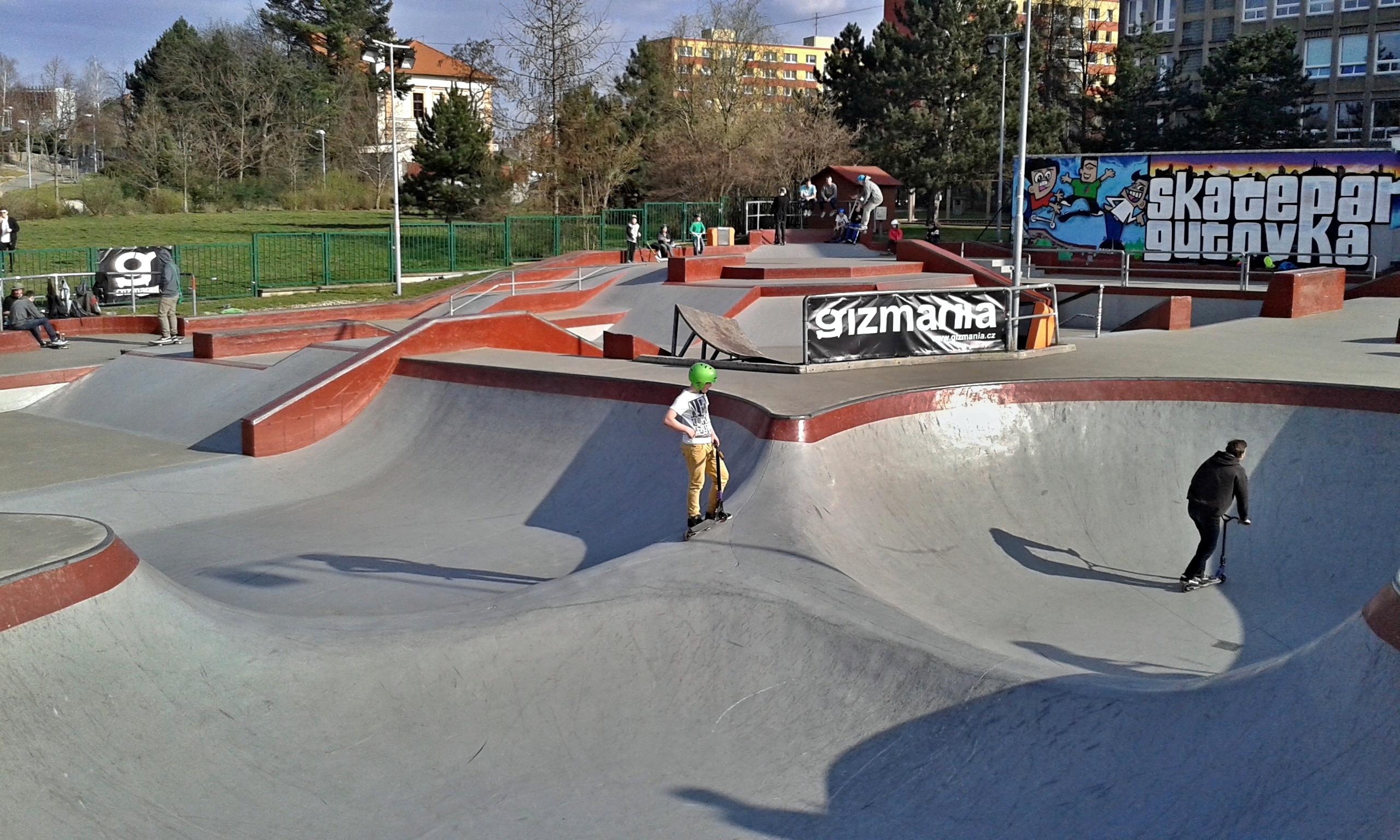
Gutovka v Praze 10 – Strašnicích

Skatepark je speciálně upravená plocha pro skateboardisty, jezdce BMX, jezdce na koloběžče (scooter), jezdce na inline bruslích, mountainboardech, případně horských kolech, na které jsou umístěny různé překážky, dráhy a rampy. Skateparky mohou být případně v halách nebo zastřešené. 

## Typy skateparků
Skateparky se dělí na tři druhy:
- Dřevěný skatepark – Dřevěné skateparky používají hlavně jezdci BMX, je ideální také pro scootery, ale i každý skater by si tu určitě našel něco pro sebe. Tyto skateparky jsou v České republice velice populární. Například zastřešený pardubický skatepark je jeden z nejlepších v Česku a koná se zde každoroční Mistrovství České republiky a tento skatepark navštívili například trojnásobný mistr světa Jordan Clarck.
- Betonový skatepark – Betonový skatepark neboli plaza je jeden z dražších typů skateparků. Je jich obecně méně než těch dřevěných nebo plechových. Tento typ skateparku slouží hlavně skaterům. Betonových skateparků v Česku moc není. Největší skateparky tohoto typu najdeme v Praze a Ústí nad Labem.
- Plechový skatepark – nejúspornější volba, ceny za průměrný plechový skatepark se pohybují okolo 200 000 Kč. Tyto skateparky jsou nejrozšířenější a také nejlacinější.

## Historie
- První skatepark na světě, Surf City na 2169 E. Speedway, Tucson, Arizona, byl otevřen pro podnikání dne 3. září 1965. Patti McGee, ženská národní šampionka, zde byla pro slavnostní otevření. Má betonové rampy a byl provozován společností Arizona Surf City Enterprise.
- V dubnu 1966 byl otevřen skatepark skateboardistů a bruslařů, kteří měli rampy z překližky na půdorysu v Kelso ve státě Washington. Byl osvětlen pro noční použití.
- První Kalifornský skatepark, Carlsbad Skatepark se otevřel 3. března 1976. Světové skateboardové mistrovství se konalo 10. dubna 1977. Provozoval se až do roku 1999, kdy byl po více než dvaceti letech uzavřen a zdemolován v roce 2005. Současný skatepark byl přesunut na jiné místo.
- První skatepark na východním pobřeží, Ocean Bowl Skate Park, ve městě Ocean City, ve státě Maryland, USA, se otevřel první týden v červnu 1976. Je to nejstarší skatepark ve Spojených státech. Vzhledem k opotřebení a větším potřebám bruslařů byla stará betonová vana (boul) a rampa opravená na podzim roku 1997 a nový park byl otevřen v červenci 1998.
- Město Hermosa Beach, Kalifornie, otevřelo v roce 1999 malý skatepark Na místě první skateboardové soutěže. Soutěž, která se konala na Pier Avenue Junior Hugh School (nyní Městské muzeum), byla organizována Dewey Weberem přes ulici od surferského a skateboard shopu. Makaha Skateboards byla sponzorem soutěže.
- V roce 1987 byl v britském Bristolu otevřel celý dřevěný krytý skatepark, nazvaný CT Bike, který je dodnes v provozu. CT Bike je místo, kde debutoval Tony Hawk, ještě jako mladý chlapec na svém prvním turné po východním pobřeží. Uzavřený skate park dnes ještě provozuje stejná firma, která postavila park navzdory požáru, který ohrožoval park v roce 1988. V extrémnějších klimatech byly parky postaveny v interiéru, často z dřeva nebo kovu. Koncem sedmdesátých let padl skateboardingový vzrůst a původní parky dané éry se začaly uzavírat. Pokles obecného trhu skateboardů v osmdesátých letech a vysoké pojistné na pojištění odpovědnosti přispěly k zániku původních skateparků.

## Nejznámější skateparky v Česku
- Praha - V 90. letech zde žádné skateparky nebyly, jezdilo se tak hlavně na „Stalinu“ na Letné a u Národního divadla, výjimkou byl skatepark Štvanice, kde se od roku 1994 konají mezinárodní závody Mystic Sk8 cup. V roce 2001 přibyl první betonový a jeden z největších skateparků v Česku Gutovka. K dalším skateparkům patří Skatepark Zbraslav, Skatepark Nad Vinným Potokem, Skatepark Řepy, Skatepark Čakovice a od roku 2018 Skatepark na Podbabě.
- Skatepark Pardubice - největší krytý skatepark v ČR(celoroční provoz)
- Skatepark ŠSP v Plzni patří mezi největší v Česku
- Skatepark Brno – Komárov
- Skatepark Havířov
- Skatepark v Rožnově pod Radhoštěm
- Skatepark v Jihlavě
- Skatepark Příbram